# 松本機械製作所
株式会社松本機械製作所（まつもときかいせいさくしょ、英：Matsumoto Machine Manufacturing Co., Ltd.）は、大阪府堺市堺区三宝町に本社を置く、遠心分離機製造を主体とする日本の機械メーカー。
子会社に松本機械販売株式会社（まつもときかいはんばい、英：Matsumoto Machine Sales Co., Ltd.）を持つ。公益社団法人化学工学会、日本液体清澄化技術工業会、大阪商工会議所、堺商工会議所の会員企業である。

## 概要
1939年（昭和14年）9月7日、松本福太郎によって創業された。
創業時は飛行機のプロペラを製造していた。戦後、外国製の洗濯機の修理を行う過程で製薬メーカーの遠心分離機の修理を依頼された。その依頼がきっかけで遠心分離機の製造開発を行うようになった。
現在は遠心分離機の開発・製作、上記機械に付属する化学機械ならびに装置の開発・製作を主な事業としている。医薬品、化学、繊維、鉄鋼、食品など各種プラント用の遠心分離機および関連部品の製造、一般廃棄物および産業廃棄物処理事業用の脱水機の製造、切削屑から切削油を回収する遠心分離機の製造、及びメンテナンスなどを行っている。

## 沿革
- 1938年（昭和13年）- 松本福太郎が工作機械・産業機械の製作を始める
- 1939年（昭和14年）- 株式会社として登録
- 1945年（昭和20年）7月 - 堺空襲により工場の大半が焼失、操業不能となり休業
- 1947年（昭和22年）- 松本孝、学業卒業と共に工場を整備、会社を再開
- 1949年（昭和24年）- 製薬会社・化学工業各社から遠心分離機の修理を委託される
- 1950年（昭和25年）- 遠心分離機製作・販売を専業とする。スキミング型遠心分離機販売
- 1951年（昭和26年）- 紡績用木簡漆塗装用遠心分離機販売
- 1953年（昭和28年）- 製薬アンプル脱水用遠心分離機販売。硝化綿アルコール駆水用遠心分離機販売。東京営業所開設
- 1955年（昭和30年）- 凍り豆腐（高野豆腐）脱水用遠心分離機販売
- 1961年（昭和36年）- 冷却時濾過用遠心分離機販売
- 1963年（昭和38年）- 電動ケーキ掻取装置付全自動遠心分離機販売。松本孝が専務就任
- 1965年（昭和40年）- 澱粉製造用遠心分離機販売
- 1966年（昭和41年）- 防爆用完全密閉遠心分離機販売
- 1967年（昭和42年）- オーバーフィード防止装置（レバー引き外し式）完成
- 1968年（昭和43年）- ポリシングクーラント用全自動遠心分離機販売
- 1971年（昭和46年）- ミーリングチップ脱油用全自動遠心分離機販売
- 1972年（昭和47年）- 転倒排出型全自動遠心分離機販売（中小企業庁自動化機械開発賞）
- 1973年（昭和48年）- 米国デラバル社と上部駆動全自動遠心分離機MARKⅢの技術提携
- 1974年（昭和49年）- 米国デラバル社とスラッジ脱水用遠心分離機の技術提携。松本孝が社長就任
- 1978年（昭和53年）- 西独エラベルグ社と切削屑脱油用連続遠心分離機の技術提携
- 1982年（昭和57年）- 松本機械販売株式会社を設立。ケーシング開放型MARKⅢ販売
- 1983年（昭和58年）- 下部油圧駆動懸垂型遠心分離機販売
- 1985年（昭和60年）- 上部吸出型全自動遠心分離機販売
- 1986年（昭和61年）- インバータ制御全自動遠心分離機（PLAS―MAIND）販売
- 1987年（昭和62年）- 独ハインケル社の濾布反転遠心分離機HFを輸入販売
- 1998年（平成10年）- 松本佳裕が社長就任。富山営業所開設
- 2000年（平成12年）- 横型全自動遠心分離機JMP販売
- 2001年（平成13年）4月16日 - 品質マネージメントシステムISO9001取得
- 2005年（平成17年）- 実験室用遠心分離機LACを開発し、販売を始める
- 2006年（平成18年）- 斜め排出型遠心分離機eMV販売
- 2010年（平成22年）- 大阪ものづくり優良企業賞『匠』受賞
- 2013年（平成25年）- ろ布付着残結晶掻取装置SCREW販売。GMP専門遠心分離機PGシリーズ販売
- 2014年（平成26年）- 難濾過性物質遠心分離機HERVA販売。松本知華が社長就任
- 2015年（平成27年）- 全量回収横型遠心分離機FLOWM販売
- 2018年（平成30年）- 本社工場完成。堺市堺区三宝町へ本社移転
- 2019年（令和元年）- 堺　技術・技能承継モデル企業に認定。堺技衆に認定。「はばたく中小企業・小規模事業者300社」を受賞。堺優良従業員産業ルネサンス表彰受賞
- 2021年（令和3年）-「関西ものづくり新撰2021」受賞

## 事業所
- 本社（大阪府堺市堺区）
- 東京営業所（東京都中央区）
- 富山営業所（富山県富山市）

## 関連会社
- 松本機械販売株式会社[2]

## 加盟団体
- 公益社団法人化学工学会
- 日本液体清澄化技術工業会
- 大阪商工会議所
- 東京商工会議所
- 堺商工会議所